# 本部泰

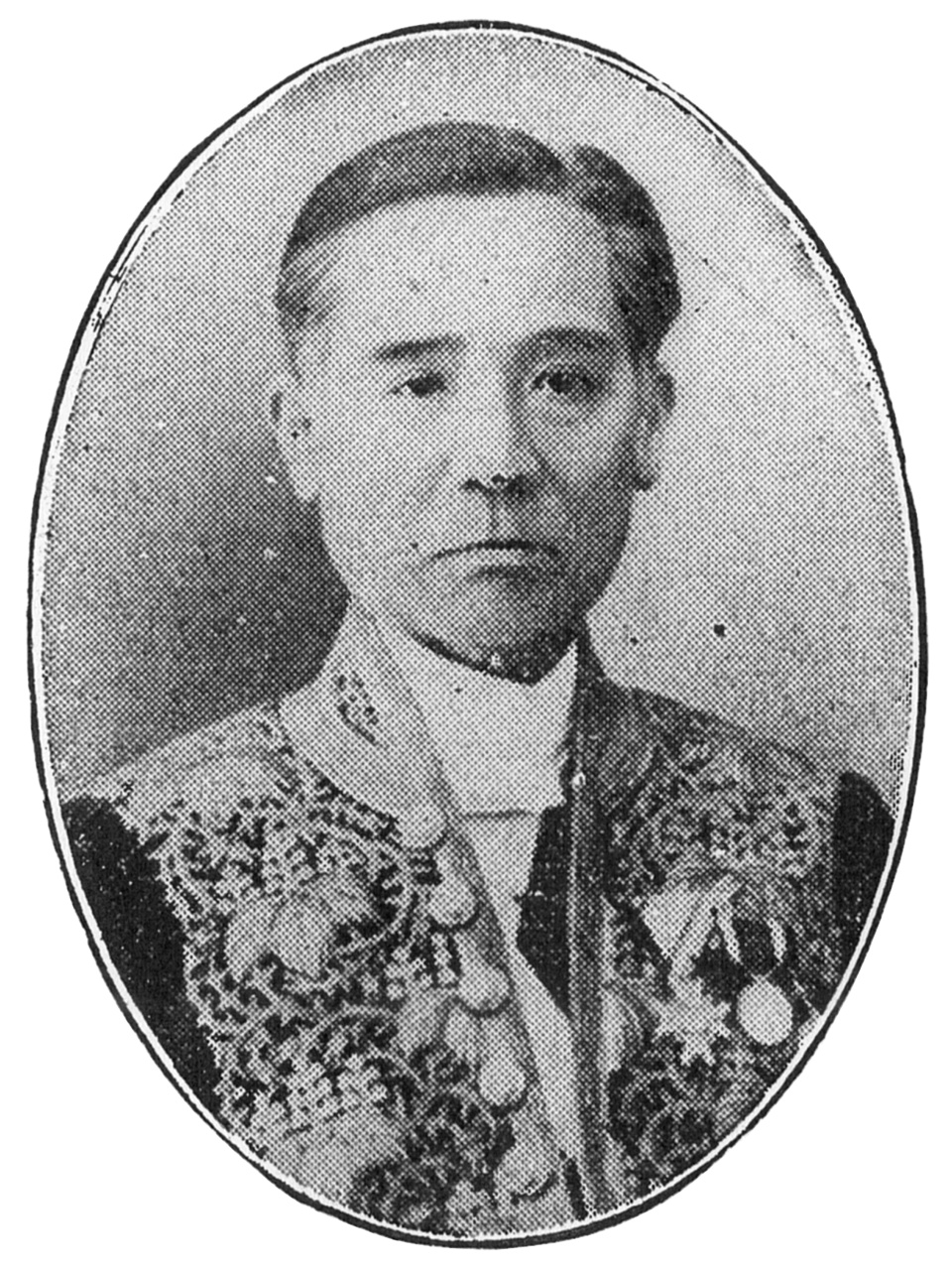
本部泰

本部 泰（もとべ やすし / ゆたか、1843年7月28日（天保14年7月2日） - 1915年（大正4年）3月19日）は、幕末の鳥取藩士、明治期の内務官僚。官選愛媛県知事。初名・勇之介。

## 経歴
因幡国邑美郡馬場町（現鳥取県鳥取市馬場町）で、鳥取藩士・本部平之丞元旦の嗣子として生まれる。文久2年（1862年）8月旗本幌組となり、慶応元年（1865年）12月調練世話役に就任。
文久3年8月17日（1863年9月29日）本圀寺事件で義理の叔父・黒部権之助らが暗殺され、その報復として慶応2年（1866年）8月に黒部の遺族らが出雲国手結浦（現島根県松江市）で暗殺者の一部を襲撃した事件に参加し閉門を命ぜられた。慶応3年（1867年）5月に赦免となる。
明治3年（1870年）鳥取藩大監察・大属となる。その後、明治政府に出仕し、鳥取県六等警部に就任。西南戦争では陸軍省出仕・新撰旅団付として出征。以後、邑美・法美・岩井郡長、鳥取県少書記官、福井県少書記官、同大書記官、同書記官、宮城県書記官、京都府書記官などを歴任し、1897年に退官した。
退官後、帰郷し1899年7月に結成された帝国党に参加。1900年4月27日、第2次山縣内閣により愛媛県知事に登用された。県政の中心を土木・教育・勧業に置き、継続土木事業の延長、新しい十カ年継続土木事業計画の立案、県立商業学校などの開設、農事試験場・水産試験場・工業試験場の新設などを推進した。1904年1月25日、知事を休職。
その後に帰郷し、武徳殿・因伯尚徳会演舞場で剣術、弓術の指導などを行った。

## 栄典
位階
- 1897年（明治30年）8月20日 - 正五位[7]

勲章
- 1901年（明治34年）6月27日 - 勲四等瑞宝章[8]